# Ericibdela delotis
Espèce
Ericibdela delotis est une espèce de lépidoptère de la famille des Oecophoridae.
On le trouve en Australie.

## Galerie

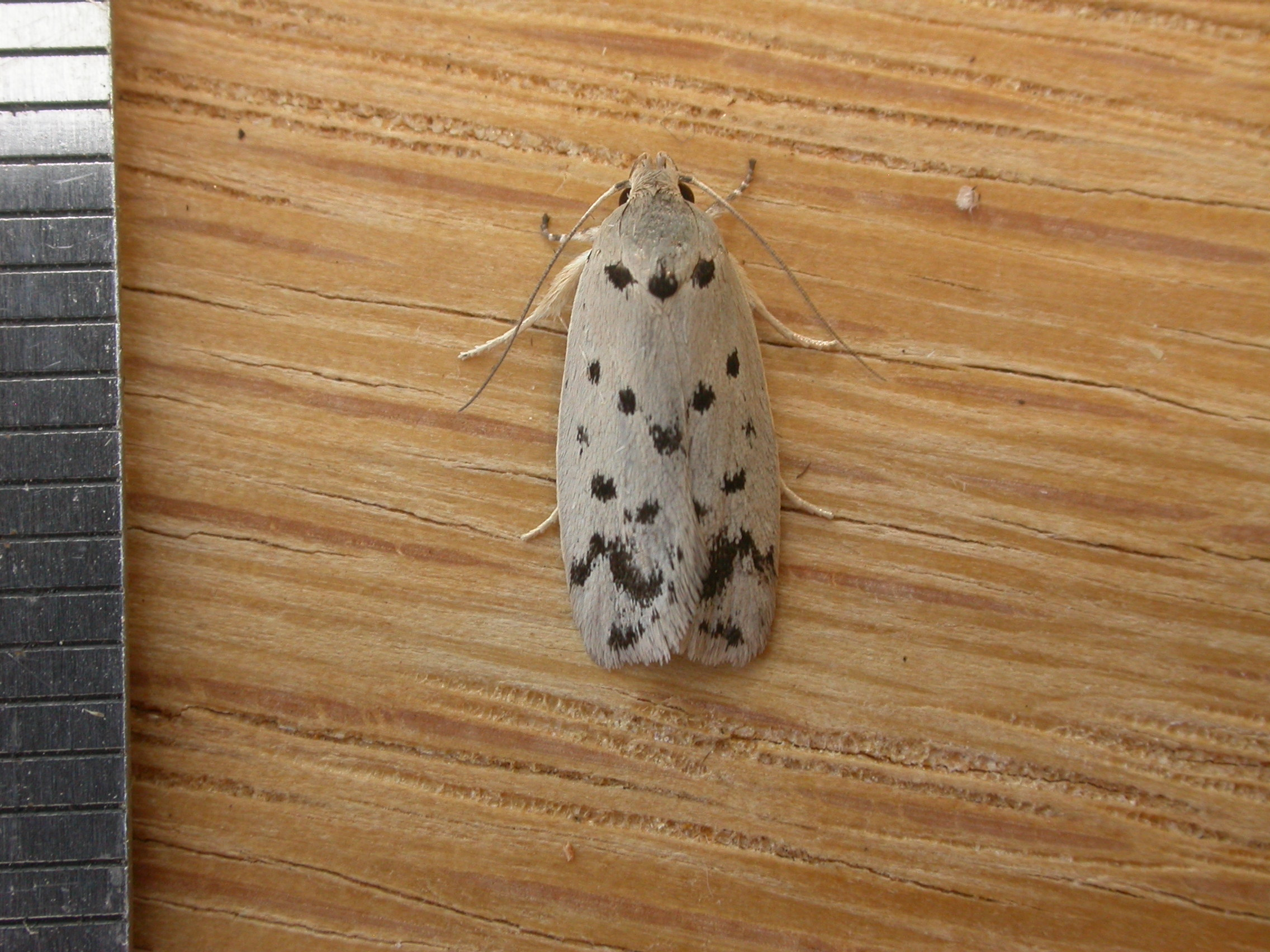